# Malo (banda)
Malo es un grupo musical estadounidense conocido por su mezcla de música latina, rock, jazz y blues. Es una banda estadounidense de rock latino y jazz-rock, formada en San Francisco (California), a comienzos de los años 1970 y que permanece en activo, con algunas interrupciones en los años 1990, hasta hoy en día. La banda estaba liderada por el guitarrista Jorge Santana, hermano del también guitarrista Carlos Santana, líder de la banda Santana. El grupo se formó con algunos miembros de su banda anterior, llamada "Malibu" (Arcelio García, con el percusionista Richard Bean y el bajista Pablo Tellez), más otros provenientes de otra banda local denominada "Naked Lunch" (Abel Zarate, Roy Murray y Richard Spremich). Con esta formación, obtuvieron en 1972 un éxito (Billboard Top 20) con su single "Suavecito".
Ese mismo año, bajo influencia de Blood, Sweat & Tears y Chicago, añadieron una potente sección de viento a la banda. En ella militaron algunos de los músicos más relevantes de la escena del jazz californiano: la sección de trompetas la formaban Forrest Buchtel, Tom Harrell y Luis Gasca, por ejemplo. Obtuvieron un buen número de hits, no solo en las listas latinas de Estados Unidos, sino también en México y Sudamérica.

## Historia
El sencillo de Malo en 1972, " Suavecito ", fue el mayor éxito del grupo. La banda presentaba secciones completas de trompeta y percusión al estilo de las bandas contemporáneas Blood, Sweat & Tears y Chicago. Algunos de los mejores músicos en el Área de la Bahía aparecieron en Malo, incluidos Luis Gasca, Forrest Buchtel, Jr., Ron Smith y Tom Poole en la sección de trompetas. El lanzamiento de "Suavecito" de 1972 fue escrito y cantado por Richard Bean. Se puede escuchar a Abel Zarate y Pablo Tellez tocando los riffs y líneas de base de la guitarra. La música de Malo era popular en América Central y del Sur, especialmente las canciones "Chevere", "Nena", "Pana", "Cafe" y "Oye Mama".
Después del lanzamiento de su primer álbum, muchos de los miembros originales de la banda de Malo abandonaron el grupo, en una ruptura ampliamente popularizada en los medios. Buchtel pasó a tocar con Blood, Sweat & Tears, Jaco Pastorius y Woody Herman ; Harrell se convirtió en uno de los solistas de trompeta más líricos, trabajando a menudo con el saxofonista Phil Woods. Abel Zarate tocó con Willie Bobo y continúa tocando jazz latino / brasileño en San Francisco con su grupo Zarate Pollace Project. Richard Bean formó el grupo Sapo con su hermano Joe y todavía recorre el norte de California. Jorge Santana se embarcó en una carrera en solitario.
Se incluyó una sección vocal de "Suavecito" en el estribillo de la canción de éxito de 1999 de Sugar Ray, " Every Morning ", que fue uno de los sencillos más exitosos de Sugar Ray, subiendo al número uno en la lista de Billboard Modern Rock Tracks de Estados Unidos y el canadiense RPM Top Singles chart, convirtiéndose en el segundo sencillo más vendido de este país en 1999. El líder de Sugar Ray dijo: "Hicimos referencia a 'Suavecito' porque crecí en California y, ya sabes, era como el himno del conductor. En cualquier exhibición de auto o reunión de intercambio por la que te pasaras, siempre escuchabas esa canción y eso se te quedó grabado". Añadió: "En realidad se nos ocurrió esa parte, y fue muy similar a la parte de Malo. Estábamos imitándola, y luego dijimos: 'Dejémoslo, lo cambiaremos más tarde'. 
De 1994 a 1998, a Malo se unió el nuevo cantante principal, Martin Cantú. En 1995, Malo lanzó un nuevo CD titulado Señorita en el sello discográfico GNP Crescendo. La canción principal del CD fue coescrita por Damon Bartlett y el nuevo cantante Martin Cantú, que al igual que los miembros anteriores de la banda también creció en el Distrito de la Misión de San Francisco. Martin escribió el primer sencillo "Take My Breath Away" junto con el coguionista Damon Bartlett y otras dos canciones "More Than Friends" y "Malo Ya llego" coescritas con Arcelio Garcia. Martin Cantú también tiene varias canciones incluidas en el álbum de 1998, Rocks The Rockies, una grabación de un concierto en vivo de Malo, grabada en Pueblo Colorado. Tras dejar Malo en 1998, Martin Cantú, que se ordenó ministro y pastorea una iglesia con base cristiana en el área de la Bahía de San Francisco, todavía realiza giras onn su banda de gospel latino / pop, llamada "L-Rey". 
En 2004, Malo lanzó un nuevo álbum titulado Malo en vivo, en el sello discográfico latino EMI, que presentaba a Aki Starr en la voz principal. Antes de unirse a Malo, Aki Starr formó parte del grupo Warner Bros Spanish Fly, conocido por su éxito en el género pop y freestyle. Los dos éxitos de Spanish Fly, "Crimson & Clover" y "Daddy's Home" se ubicaron en los 100 mejores singles pop de Billboard de la lista de los Estados Unidos en 1995 y el grupo todavía realiza giras mundiales en la actualidad. Aki Starr cantó con Malo de 1999 a 2010.
Desde 2017, la banda estuvo dirigida por Richard Bean y Tony Menjivar, que habían sido escritores, compositores y cantantes de algunos de los temas originales que forman parte del bagaje musical de Malo. El grupo interpreta éxitos de su álbum de debut homónimo de 1972, incluyendo "Suavecito". 
Tony Menjivar coescribió, "Ritmo Tropical" y "Techno Rumba", incluidas en el álbum de Thump Records, Latin Legends Live (1997), lanzado en octubre de 1997. También grabó en el álbum Señorita, lanzado en 1995 por GNP Crescendo Records. Robert Quintana aparece también en ese mismo álbum, y aparece igualmente en Latin Legends Live que fue grabado en The Hop en La Puente, California.

## Leyenda urbana
Cuando salió el LP en 1972 lanzado por Warner Brothers en México, llamó la atención por la portada, donde aparecieron dos personajes de la mitología indígena: Iztaccihualt (Mujer dormida) y de Popocatepelt (guerrero tlaxcalteca) en donde la lleva cargada hacia su descanso final. Actualmente es muy apreciada por esta estampa.

## Discografía
- Malo (Warner Brothers, 1972)
- Dos (Warner Brothers, 1972)
- Evolution (Warner Brothers, 1973)
- Ascencion (Warner Brothers, 1974)
- Malo V (Traq, 1981)
- Coast To Coast (Blue Heron, 1986)
- The Best Of Malo (GNP Crescendo, 1991)
- Senorita (GNP Crescendo, 1995)
- En Vivo/Live (EMI Latin, 2005)
- Live (Thump Records, 2006)